# Den Wolken ein Stück näher
Den Wolken ein Stück näher ist ein Jugendroman des DDR-Schriftstellers Günter Görlich. Das Buch erschien erstmals 1971 im Kinderbuchverlag Berlin und erfuhr bis 1985 15 Auflagen. Hinzu kamen in die jeweilige Landessprache übersetzte Ausgaben in Bulgarien (1975), Estland (1976), der Sowjetunion (1979) und der Slowakei (1983).

## Inhalt
Der Schüler Klaus Herper, der mit dem Erzähler des Romans identisch ist,  zieht bedingt durch den Arbeitswechsel seines Vaters zum Beginn des achten Schuljahres mit seiner Familie von Potsdam nach Berlin-Friedrichshain. An seinem ersten Schultag gerät Klaus in einen Streit mit dem bei Schülern und Lehrern angesehenen Heinz Mateja, dem besten Schüler der Klasse 8b, in die auch Klaus kommt. Nach anfänglichen Schwierigkeiten, die er oft durch bewusst provokantes Auftreten selbst erzeugt, zum Beispiel durch seine Kritik am „Unterrichtstag in der Produktion“, lernt er Bully und Karin kennen, mit denen er sich anfreundet. Respekt bei den anderen verschafft sich Klaus vor allem durch seine sportlichen Fähigkeiten.
Der Lehrer der 8b ist der bei den Schülern beliebte Alfred Magnus. Dieser ist unglücklich darüber, dass sich die beiden besten Schüler der Klasse, Klaus und Heinz, in ständigem Streit befinden. Er versucht zwischen beiden zu vermitteln, was ihm auch gelingt. Wesentlichen Einfluss auf diese Entwicklung hat die Bewunderung beider für den Lehrer Magnus. Danach werden die beiden beste Freunde. Während einer Klassenfahrt auf Hiddensee werden erste Anspielungen auf eine Krankheit Magnus’ gemacht, ohne dass der Leser Genaueres erfährt. Während dieser Fahrt machte die Klasse eine Nachtwanderung auf den Toten Kerl, wo der Lehrer das Gedicht Linker Marsch von Wladimir Wladimirowitsch Majakowski rezitiert und erzählt, dass er das Gedicht vierzig Jahre zuvor an derselben Stelle zum ersten Mal gehört habe, und zwar von einem jungen Schauspieler namens Arthur Hilmer. Ihn habe damals die Aggressivität des Gedichtes abgeschreckt; er sei daraufhin in schweren Streit mit Hilmer geraten, dem einige weitere gefolgt seien, bis sich beide auf eine Art angefreundet hätten. Von Hilmer, der als überzeugter Kommunist im Spanischen Bürgerkrieg gekämpft haben solle, habe Magnus nach einem letzten Treffen im Sommer 1933 niemals wieder etwas gehört. Auf dem Rückweg vom Toten Kerl überkommt Magnus ein leichter Schwächeanfall, den er vor seinen Schülern jedoch verbergen kann.
Wenige Tage nach der Klassenfahrt erliegt Alfred Magnus während einer Schulpause im Lehrerzimmer einem „Herzschlag“. Der Tod ihres Klassenlehrers erschüttert sämtliche Schüler der Klasse, allen voran jedoch Heinz Mateja. Nach kurzer Zeit wird mit der jungen Lehrerin Anne Morgenstern eine Nachfolgerin für Herrn Magnus bestimmt. Sie hat große Schwierigkeiten, sich in der Klasse Respekt zu verschaffen, und beklagt sich wiederholt über fehlende Disziplin und Ordnung. Klaus, Karin und Bully ändern ihre Einstellung der neuen Lehrerin gegenüber ziemlich früh, nachdem sie mit ihr persönliche Gespräche geführt haben, und von nun an versuchen sie der neuen Lehrerin zu helfen. Heinz hingegen, der als Klassensprecher („Gruppensekretär“) großen Einfluss auf die Klasse hat, opponiert weiterhin offen gegen die neue Lehrerin. Mit einer Unterschriftenaktion will Heinz die Auswechslung des Klassenlehrers bei der Schulleitung erzwingen. Nachdem Klaus ihm seine Unterstützung verweigert und ihm in einem Brief seine wahre Meinung schildert, bricht ihre Freundschaft.
Nachdem die Situation sich immer weiter festzufahren scheint, schlägt die Lehrerin Klaus vor, mit Heinz zu sprechen, um damit letztlich die gesamte Klasse zum Umdenken zu bewegen. Dabei solle er versuchen, mit ihm die Witwe Magnus zu besuchen, und sie zu einem Besuch in der Klasse überreden. Klaus überwindet sich und kommt ins Gespräch mit Heinz. Dieser willigt nach einer Nacht Bedenkzeit ein. Als beide dann Frau Magnus besuchen, ist diese sehr erfreut und sagt sofort zu. Bevor beide wieder gehen, liest sie ihnen einen Eintrag aus Magnus’ Tagebuch vor, der auf der Klassenfahrt entstand. Die beiden erfahren, wie Magnus sie auf ihre unterschiedliche Art schätzte. Danach verlassen sie die Wohnung. Nach einer kurzen Unterhaltung trennen sie sich. Das Ende bleibt offen.
Daneben existieren weitere Erzählstränge, die die Beziehungen einiger Schüler zu ihren Familien und deren Arbeitssituation beleuchten, insbesondere die der Familien von Klaus und Karin, sowie eine sich anbahnende Romanze zwischen Karin und Klaus, die jedoch ebenfalls offenbleibt.

## Rezeption
Den Wolken ein Stück näher wurde für Leser ab 13 Jahren empfohlen und war in der DDR Bestandteil des Lehrplans der achten Klassen in Schulen. Der Schulroman gilt aus heutiger Sicht als regimekonform; der Autor greife auf „tradierte Handlungsmuster des Entwicklungsromans“ zurück.
Der Roman hatte Einfluss auf die Jugendliteratur in der DDR. So ist in Karl Neumanns 1974 erschienenem Roman Ulrike von „Görlichs umstrittene[m] Wolkenbuch“ die Rede; der 1980 erschienene Roman Insel der Schwäne von Benno Pludra kann in seiner Auseinandersetzung mit dem Thema als Gegenentwurf zu Den Wolken ein Stück näher angesehen werden. Görlich selbst macht in seinem Roman Pludras Tambari zu einem zentralen Thema.

## Verfilmung
1973 produzierte das Fernsehen der DDR auf der Basis von Görlichs Roman einen Fernsehfilm in zwei Teilen mit gleichem Titel. Regie führte Christian Steinke, in der Rolle des Alfred Magnus ist Kurt Böwe zu sehen. Die Erstausstrahlung erfolgte am 6. April 1973 auf DDR 1.